# 17696 Bombelli
17696 Bombelli este un asteroid din centura principală de asteroizi.

## Descriere
17696 Bombelli este un asteroid din centura principală de asteroizi. A fost descoperit pe 8 martie 1997 la Prescott (Arizona) de Paul G. Comba. Asteroidul prezintă o orbită caracterizată de o semiaxă mare de 3,02 ua, o excentricitate de 0,09 și o înclinație de 9,7° în raport cu ecliptica.